# 패시브 하우스

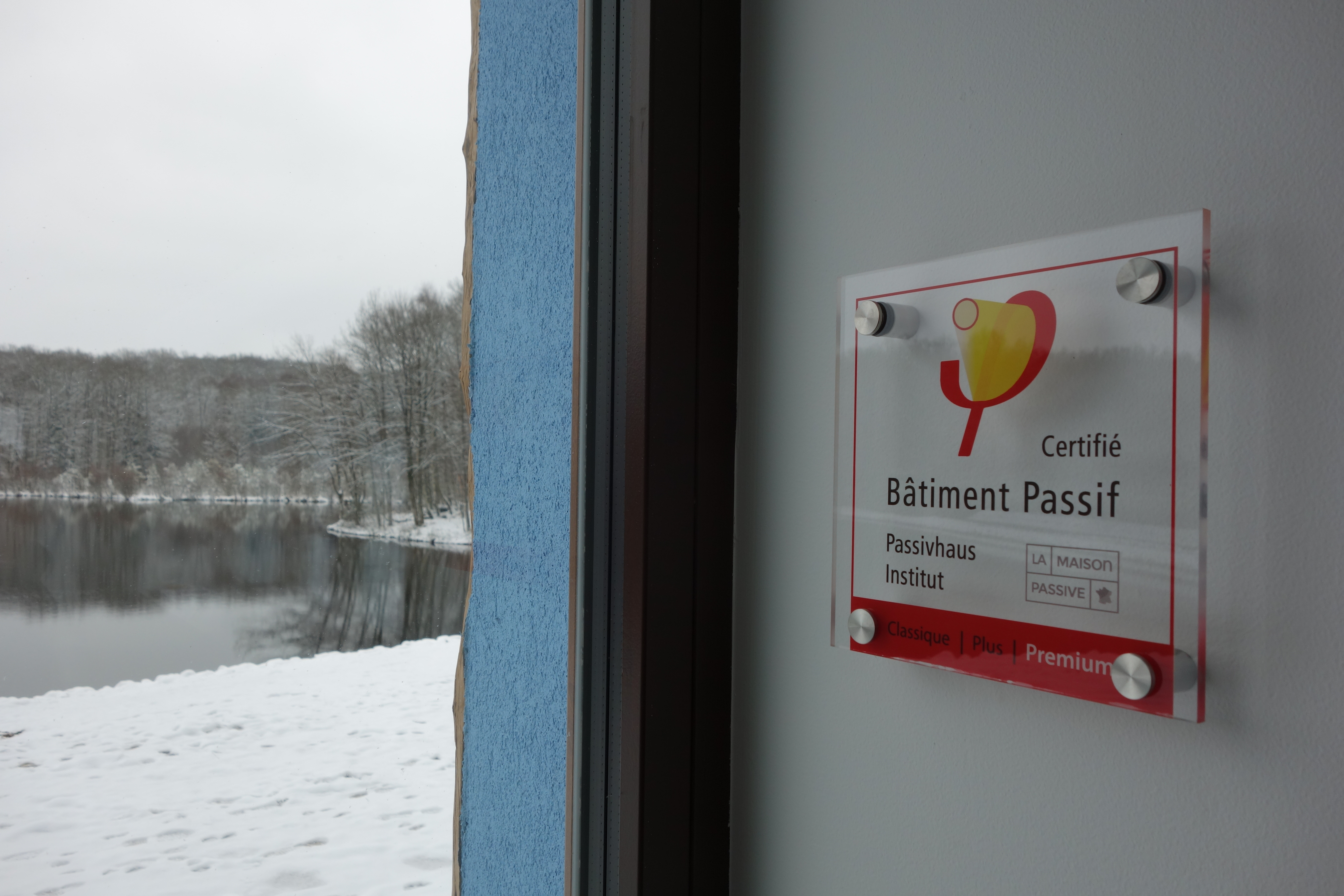

패시브 하우스(독일어: Passivhaus, 영어: passive house)는 최소한의 냉난방으로 적절한 실내 온도와 습도를 유지할 수 있게 설계된 주택을 말하며, 1년 내내 평균 20°C의 온도를 유지할 수 있다. 기밀성과 단열성을 강화하고, 태양광과 같은 자연에너지를 적극 활용하여 난방비용을 일반주택의 10% 수준으로 줄일 수 있다.

## 역사
1988년 5월 스웨덴의 보 아담슨 교수와 독일의 볼프강 페이스트 교수의 아이디어에서 시작되었다. 독일 헤센 주의 지원을 받아 연구가 진행되었으며, 1991년 다름슈타트에 최초의 주거용 패시브 하우스가 지어진다. 1996년 9월 패시브하우스 연구소(Passivhaus-Institut)가 설립되어 기준안 제정 작업을 진행하였으며 이후 독섹스일과 유럽으로 확산된다. 2000년대 말 기준으로 약 1만 5천에서 2만채 가량이 지어진 것으로 추정된다.

## 주요기술
태양빛을 많이 받기 위해 주로 남향으로 지어지는데, 집의 남쪽에는 크고 작은 창을 많이 내며, 열을 보존하기 위해 3중 유리창이 주로 사용된다. 첨단 단열재를 사용하여 겨울에는 따뜻하게 유지하고 여름에는 외부의 열을 차단하고 온도와 습도를 적절하게 유지한다. 이 첨단단열재들과 3중 유리창이 우리가 흔히 쓰는 보온병의 역할을 한다고 보면 된다. 패시브하우스는 환기가 매우 중요한데, 환기기술 중 대표적인 것이 폐열 회수형 환기장치라는 것이다. 바깥공기와 내부의 공기를 교차시켜 온도차를 최소화 한 후에 환기함으로써 열 손실을 막아주면서 환기를 시키는 장치이다.

## 패시브 하우스의 대표적인 사례

### 대한민국
2000년대 후반에 시작되었으나 정확한 정보를 얻기 힘들고, 높은 비용으로 인해 대중화되지 못하고 있다. 2012년 기준 30~40채 정도가 등록되어 있다. 그러나 2015년 12월 파리기후변화협약을 계기로 우리나라에서도 2030년까지 온실가스 감축을 목표로 함에 따라 제로에너지 건축물 활성화 정책을 실시하고 있다.
2017년 충북 청주시 서원구 남이면에 가온누리마을이라는 이름으로 패시브하우스단지가 건축되었다.
 생태도시라 불리는 순천에서는 단독주택이나 주상복합건축물을 패시브하우스로 건립할 경우 공사비의 보조금을 지원하고 있으며, 순천 명말마을경로당 등 공공건축물들도 패시브 하우스로 짓고 있다. 그리고 성남 전원주택으로 한국패시브건축협회의 에너지 컨설팅을 요청한 건축주에 의해 패시브 하우스를 계획하였는데 단위 면적당 난방으로 사용되는 에너지가 2.2리터인 주택도 있다. 이 외에 전국 각지에서 세미나, 워크샵 등이 이루어지면서 패시브하우스에 대한 관심이 점차 높아지고 있다. 또한 독일의 기후에 맞게 설계된 기존의 패시브하우스를 변형시켜 온돌과 결합시키는 등 국내의 기후와 조건에 맞게 변형시키고 연구하려는 움직임이 활발해지고 있다.

## 같이 보기
- 패시브 솔라 빌딩 디자인(영어판)
- 제로에너지 빌딩
- 건축 단열(영어판)
- 그린리모델링